# Herbert Mullin
Herbert William Mullin (Salinas, 18 aprile 1947 – Stockton, 18 agosto 2022) è stato un serial killer statunitense, autore di 13 omicidi commessi tra il 1972 e il 1973.
Mullin è ricordato per essere stato eletto lo studente più promettente al suo college. Ha avuto un'infanzia e un'adolescenza normali. I primi segni di squilibri mentali sarebbero emersi attorno all'età di vent'anni.
Al momento dell'arresto ha dichiarato di aver ucciso perché spinto dalla volontà di Dio che gli chiedeva di sacrificare delle persone per evitare catastrofi naturali.

## Biografia

### Infanzia e gioventù
Nato a Salinas, in California, ma cresciuto a Santa Cruz, sempre in California, Mullin ha avuto un'infanzia serena. Il padre, un veterano della seconda guerra mondiale, era un uomo severo ma non abusante. Ha discusso in varie occasioni con il figlio delle sue avventure vissute in guerra, mostrando al figlio anche l'utilizzo delle armi, fin dalla tenera età. Durante gli anni del liceo è stato eletto "lo studente più promettente della scuola"; era inoltre uno dei ragazzi più popolari giocando nella squadra di baseball della scuola.
Poco dopo il diploma, uno dei suoi migliori amici morì in un incidente stradale: per Mullin fu un colpo molto duro, tanto da costruire un santuario per l'amico nella sua camera. Successivamente, dichiarò che in quel periodo aveva il timore di essere omosessuale, pur avendo una ragazza. In questa fase, tramite la conoscenza di Jim Gianera, cominciò a fare uso di droghe, come l'LSD e la marijuana. Nel 1969, all'età di 21 anni, fu ricoverato per la prima volta in un ospedale psichiatrico a causa di alcuni comportamenti strani, come ferirsi con delle sigarette o entrare di nascosto nelle case urlando e spaventando gli abitanti. Il soggiorno nella casa di cura durò per un brevissimo periodo.

### Gli omicidi
All'età di 25 anni, Mullin avrebbe sentito voci nella sua testa che lo imploravano di sacrificare qualcuno altrimenti un terremoto avrebbe distrutto la California. Il 13 ottobre 1972, udendo nella sua testa che un uomo si offriva come sacrificio per salvare la città e dichiarava di essere Giona della Bibbia, Mullin lo uccise. L'uomo era un senzatetto di 55 anni che venne ucciso a bastonate dopo aver soccorso Mullin e la sua auto in panne. La seconda vittima fu una studentessa ventiquattrenne che chiese a Mullin un passaggio: l'uomo la uccise nell'auto, pugnalandola e, in seguito, sezionandola.
La terza vittima venne uccisa solo quattro giorni dopo: era un parroco cattolico presso cui Mullin si era appena confessato. Anche in questo caso l'assassino dichiarò che, dopo la sua confessione, il prete si offrì volontario come sacrificio per evitare molte altre morti causate dal terremoto. Il sacerdote venne accoltellato a morte; un parrocchiano vide Mullin mentre si allontanava dalla chiesa, ma la descrizione che diede agli inquirenti non offrì una possibilità di identificazione. Dopo questi omicidi Mullin decise di arruolarsi nei Marines, ma la sua richiesta venne respinta a causa del suo ricovero psichiatrico avvenuto in età giovanile.
Nel gennaio del 1973, ormai guarito dall'abuso di alcool e droga, cominciò a considerare i suoi problemi - e soprattutto l'impossibilità di arruolarsi - causati dalla droga. Il giovane incolpò soprattutto colui che, in passato, lo spinse all'abuso di queste sostanze: Jim Gianera. Recatosi a casa sua, il 25 gennaio 1973, Mullin scoprì che Jim aveva cambiato casa e che ora al suo vecchio indirizzo abitava Kathy Francis con il marito e i loro due bambini. Mullin chiese alla donna il nuovo indirizzo di Gianera e la donna glielo diede. Quella stessa sera Mullin si recò nella nuova abitazione di Gianera e lo uccise con un colpo d'arma da fuoco insieme alla moglie; in seguito infierì sui loro corpi con diverse coltellate. Lasciata la casa di Gianera, Mullin ritornò dalla Francis e la uccise insieme ai suoi due bambini. Si ritenne, in un primo momento, che i cinque omicidi fossero collegati al traffico di droga, in quanto sia Gianera, sia il marito della Francis (assente al momento degli omicidi) erano due noti spacciatori.
Circa un mese dopo, i primi giorni del febbraio del 1973, mentre si aggirava nel bosco, Mullin incontrò quattro giovani adolescenti che campeggiano in una zona vietata: si finse un vigilante e chiese ai ragazzi di allontanarsi in quanto stavano inquinando una zona protetta. I quattro non presero sul serio gli avvertimenti dell'uomo e lui li uccise con un fucile che loro stessi tenevano nella loro tenda. I corpi furono ritrovati solo la settimana seguente. L'ultimo omicidio ebbe luogo il 13 febbraio 1973: senza un motivo apparente, mentre passava in una zona residenziale con la sua auto, Mullin si fermò e uccise un anziano uomo ispanico che curava il suo giardino. L'omicidio venne eseguito in pieno giorno, con la presenza di diversi testimoni, uno dei quali prese il numero di targa dell'auto di Mullin e avvertì la polizia.

### Arresto
Mullin venne dunque arrestato e accusato di quest'ultimo omicidio, ma, al momento dell'interrogatorio, l'uomo si autoaccusò di altri dodici omicidi. Al momento dell'arresto ha spiegato di aver commesso gli omicidi per evitare che un terremoto distruggesse la città e mietesse centinaia di migliaia di vittime.

### Processo
Mullin venne condannato per tutti e tredici gli omicidi (anche se i primi tre furono commessi al di fuori del territorio di Santa Cruz). Confessando egli tutti i suoi reati, il processo si incentrò sulla possibilità di riconoscerlo malato di mente. Una perizia psichiatrica voluta dalla difesa lo ritenne affetto da una forma di schizofrenia paranoide. La sentenza riconobbe Mullin colpevole di omicidio premeditato per gli omicidi di Jim e Joan Gianera e per quello di Kathy Francis e i suoi due figli, mentre per gli altri otto omicidi fu condannato per omicidio di secondo grado. Mullin fu condannato al carcere a vita.

### Morte
Mullin morì presso il California Health Care Facility, a Stockton, per cause naturali. Aveva 75 anni.

## Le vittime
- Lawrence White, 55 anni (13 ottobre 1972)
- Mary Guilfoyle, 24 anni (24 ottobre 1972)
- Padre Henri Tomei, 65 anni (2 novembre 1972)
- Jim Ralph Gianera, 25 anni (25 gennaio 1973)
- Joan Gianera, 21 anni (25 gennaio 1973)
- Kathy Francis, 29 anni (25 gennaio 1973)
- Daemon Francis, 4 anni (25 gennaio 1973)
- David Hughes, 9 anni (25 gennaio 1973)
- David Allan Oliker, 18 anni (6 febbraio 1973)
- Robert Michael Spector, 18 anni (6 febbraio 1973)
- Brian Scott Card, 19 anni (6 febbraio 1973)
- Mark John Dreibelbis, 15 anni (6 febbraio, 1973)
- Fred Perez, 72 anni (13 febbraio 1973)